# Cornelius Torp
Cornelius Torp (* 30. Juli 1967 in Hamburg) ist ein deutscher Historiker.

## Leben
Torp studierte Geschichte, Wirtschaftswissenschaften und Soziologie an der Universität Bielefeld. 1997 wurde er wissenschaftlicher Mitarbeiter im Sonderforschungsbereich „Geschichte des Bürgertums“ an der Universität Bielefeld. 2001 forschte er als Visiting Scholar am Department of International History an der London School of Economics and Political Science. 2004 erfolgte seine Promotion im Fach „Geschichte“ an der Universität Halle-Wittenberg. Von 2007 bis 2008 war er Jean Monnet Fellow am Robert Schuman Centre for Advanced Studies am European University Institute, Florenz. Von 2009 bis 2011 war er Marie Curie Fellow am Department of History and Civilization und am Robert Schuman Centre for Advanced Studies, European University Institute. Von 2011 bis 2012 war er Fellow am Freiburg Institute for Advanced Studies (FRIAS), School of History, an der Universität Freiburg im Breisgau. Von 2001 bis 2014 war er wissenschaftlicher Mitarbeiter/Assistent am Institut für Geschichte an der Universität Halle-Wittenberg. 2014 habilitierte er sich dort. Er vertrat Lehrstühle in Augsburg, Berlin und München. Seit 2019 lehrt er als Professor (W3) für Neuere und Neueste Geschichte an der Universität Bremen.

## Schriften (Auswahl)
- Max Weber und die preußischen Junker. Mohr Siebeck, Tübingen 1998, ISBN 3-16-147061-3.
- Die Herausforderung der Globalisierung. Wirtschaft und Politik in Deutschland 1860–1914 (= Kritische Studien zur Geschichtswissenschaft. Bd. 168). Vandenhoeck & Ruprecht, Göttingen 2005, ISBN 3-525-35150-X.
  - The Challenges of Globalization. Economy and Politics in Germany, 1860–1914. Berghahn, New York (NY) 2014, ISBN 978-1-78238-502-8.
- Gerechtigkeit im Wohlfahrtsstaat. Alter und Alterssicherung in Deutschland und Großbritannien von 1945 bis heute. Vandenhoeck & Ruprecht, Göttingen 2015, ISBN 978-3-525-30168-5.
- mit Sonja Levsen (Hrsg.): Wo liegt die Bundesrepublik? Vergleichende Perspektiven auf die westdeutsche Geschichte. Vandenhoeck & Ruprecht, Göttingen 2016.
- mit Dietmar Süß: Solidarität – Vom 19. Jahrhundert bis zur Corona-Krise. Verlag J.H.W. Dietz, Bonn 2021.

## Auszeichnungen
- 2023: Berninghausenpreis der Universität Bremen, Kategorie: Preis für gute Lehre[2]